# بخش مرکزی شهرستان ورزقان
بخش مرکزی شهرستان ورزقان یکی از بخش‌های تابعه شهرستان ورزقان در استان آذربایجان شرقی در شمال غربی ایران است.

## تقسیمات کشوری
- بخش مرکزی شهرستان ورزقان
  - دهستان ازومدل جنوبی
  - دهستان ازومدل شمالی
  - دهستان بکرآباد
  - دهستان سینا

شهرها: ورزقان

## جمعیت
بنابر سرشماری مرکز آمار ایران، جمعیت بخش مرکزی شهرستان ورزقان در سال ۱۳۸۵ برابر با ۳۴۷۶۶ نفر بوده است.